# Canoagem nos Jogos Pan-Americanos de 2019 - C-1 slalom feminino
A competição do C-1 slalom feminino foi um dos eventos da canoagem nos Jogos Pan-Americanos de 2019. Foi disputada no Rio Canete, localizado na cidade de Lunahuaná, no Peru nos dias 3 e 4 de agosto.

## Calendário
Horário local (UTC-5).
| Data        | Horário | Fase      |
| ----------- | ------- | --------- |
| 3 de agosto | 9:48    | Baterias  |
| 4 de agosto | 9:46    | Semifinal |
| 4 de agosto | 11:29   | Final     |

## Medalhistas
| Ouro   | BRA Ana Sátila        |
| Prata  | CAN Lois Betteridge   |
| Bronze | USA Michaela Corcoran |

## Resultados

### Baterias
| Colocação | Canoísta            | Nacionalidade      | Bateria 1 | Bateria 1 | Bateria 1 | Bateria 2 | Bateria 2 | Bateria 2 | Melhor tempo | Notas |
| Colocação | Canoísta            | Nacionalidade      | Tempo     | Pen.      | Total     | Tempo     | Pen.      | Total     | Melhor tempo | Notas |
| --------- | ------------------- | ------------------ | --------- | --------- | --------- | --------- | --------- | --------- | ------------ | ----- |
| 1         | Ana Sátila          | BRA Brasil         | 91.38     | 2         | 93.38     | 95.92     | 2         | 97.92     | 93.38        | Q     |
| 2         | Lois Betteridge     | CAN Canadá         | 95.76     | 2         | 97.76     | 94.88     | 6         | 100.88    | 95.76        | Q     |
| 3         | Michaela Corcoran   | USA Estados Unidos | 101.77    | 8         | 109.77    | 96.75     | 0         | 96.75     | 96.75        | Q     |
| 4         | Carolina Rossi      | ARG Argentina      | 105.65    | 2         | 107.65    | 103.01    | 0         | 103.01    | 103.01       | Q     |
| 5         | Ana Paula Fernandez | PAR Paraguai       | 102.79    | 6         | 108.79    | 103.56    | 2         | 105.56    | 105.56       | Q     |
| 6         | Mariana Torres      | VEN Venezuela      | 151.56    | 62        | 213.56    | 139.58    | 6         | 145.58    | 145.58       | Q     |
| 7         | Leslie Cuzcano      | PER Peru           | 129.33    | 312       | 441.33    | 178.32    | 412       | 590.32    | 441.33       |       |
| 8         | Sasha Azcona        | MEX México         |           |           |           |           |           |           |              | DNS   |

### Semifinal
A semifinal ocorreu dia 4 de agosto às 9:46. 
| Colocação | Canoísta            | Nacionalidade      | Tempo  | Pen. | Total  | Notas |
| --------- | ------------------- | ------------------ | ------ | ---- | ------ | ----- |
| 1         | Ana Sátila          | BRA Brasil         | 94.88  | 2    | 96.88  | Q     |
| 2         | Lois Beteridge      | CAN Canadá         | 103.82 | 2    | 105.82 | Q     |
| 3         | Michaela Corcoran   | USA Estados Unidos | 107.88 | 2    | 109.88 | Q     |
| 4         | Ana Paula Fernandez | PAR Paraguai       | 111.78 | 4    | 115.78 | Q     |
| 5         | Carolina Rossi      | ARG Argentina      | 112.86 | 6    | 118.86 | Q     |
| 6         | Mariana Torres      | VEN Venezuela      | 146.39 | 110  | 256.39 |       |

### Final
A final ocorreu dia 4 de agosto às 11:29. 
| Colocação         | Canoísta            | Nacionalidade      | Tempo  | Pen. | Total  | Notas |
| ----------------- | ------------------- | ------------------ | ------ | ---- | ------ | ----- |
| Medalha de ouro   | Ana Sátila          | BRA Brasil         | 95.35  | 0    | 95.35  |       |
| Medalha de prata  | Lois Betteridge     | CAN Canadá         | 102.95 | 0    | 102.95 |       |
| Medalha de bronze | Michaela Corcoran   | USA Estados Unidos | 105.73 | 2    | 107.73 |       |
| 4                 | Ana Paula Fernandez | PAR Paraguai       | 108.85 | 0    | 108.85 |       |
| 5                 | Carolina Rossi      | ARG Argentina      | 110.92 | 2    | 112.92 |       |